# NGC 7512
NGC 7512 je eliptická galaxie v souhvězdí Pegase. Její zdánlivá jasnost je 12,7m a úhlová velikost 1,5′ × 1,0′. Galaxii objevil 28. září 1878 Édouard Jean-Marie Stephan.